# Hillova letecká základna
Hillova letecká základna či letecká základna Hill (anglicky Hill Air Force Base; IATA: HIF, ICAO: KHIF) je hlavní letecká základna Letectva Spojených států, nacházející se v severním Utahu jižně od města Ogden, poblíž měst Clearfield, Roy, Sunset a Layton. Leží asi 48 kilometrů severně od Salt Lake City. Základna je pojmenovaná na počest majora Ployera Petera Hilla, který zahynul při testování prototypu bombardovacího letounu Boeing B-17 Flying Fortress. Na základně se nachází letecké logistické centrum Ogden spadající pod Air Force Materiel Command (AFMC). Toto centrum je jedním ze tří leteckých logistických center amerického vojenského letectva a jeho velitelem je k roku 2010 generálmajor Andrew E. Busch.